# Maymena kehen
Maymena kehen là một loài nhện trong họ Mysmenidae.
Loài này thuộc chi Maymena. Maymena kehen được miêu tả năm 2009 bởi Miller, Griswold & Yin.